# TUGZip
TUGZip ist ein Datenkomprimierungsprogramm für Microsoft Windows.
Das Programm wird von dem Schweden Christian Kindahl entwickelt. Die grafische Benutzeroberfläche fügt sich mittels Drag and Drop und Kontextmenüs nahtlos in Windows ein. Das Programm liest auch Speicherabbilddateien wie ISO-Abbilder, C2D, IMG, ISO und NRG. Externe Plugins können nachinstalliert werden.
TUGZip beherrscht auch die AES-Verschlüsselung (Rijndael mit 128, 192 bzw. 256 Bit), daneben können Archive mit verschiedenen anderen Algorithmen verschlüsselt werden: Blowfish (128-bit), DES (56-bit) und Triple DES (168-bit).
Mit TUGZip lassen sich komprimierte Dateien der Formate 7z, BH, BZ2 (TBZ), CAB, JAR, LHA, SQX, TAR, YZ1 und ZIP bearbeiten. Darüber hinaus lassen sich alle gängigen Formate öffnen. TUGZip ist in über 20 Sprachen verfügbar, unter anderem auf Deutsch.